# ایرپورت ویلاج (ویرجینیای غربی)
ایرپورت ویلاج، غرب ویرجینیا (به انگلیسی: Airport Village, West Virginia) یک منطقهٔ مسکونی در ایالات متحده آمریکا است که در ویرجینیای غربی واقع شده‌است.

## خصوصیات
ایرپورت ویلاج ۱۹۱٫۱۱ متر بالاتر از سطح دریا واقع شده‌است.